# Всеобщие выборы в Гондурасе (1997)
Всеобщие выборы в Гондурасе прошли 30 ноября 1997 года. На них избирались президент и депутаты Национального конгресса Гондураса. На них впервые была разрешена левая Партия демократического объединения. Карлос Роберто Флорес Факуссе получил 53 % голосов и был избран президентом Гондураса. Явка составила 72,70 %.
В процессе голосования были избраны:
- Президент Гондураса, избираемый на единственный 4-летний срок простым большинством голосов.
- 128 депутатов Национального конгресса Гондураса.
- 20 представителей Гондураса в Центральноамериканский парламент.
- 296 мэров и столько же вице-мэров.

## Президентские выборы
Всего было зарегистрировано 4 кандидата в президенты.
| Кандидат                                              | Партия                              | Голоса    | %     |
| ----------------------------------------------------- | ----------------------------------- | --------- | ----- |
| Карлос Роберто Флорес Факуссе                         | Либеральная партия                  | 1 040 403 | 52,65 |
| Нора Гунера де Мельгар                                | Национальная партия                 | 844 985   | 42,76 |
| Олбан Франциско Вилларадез Ордоньес                   | Партия обновления и единства        | 41 605    | 2,11  |
| Артуро Альварец                                       | Христианско-демократическая партия  | 24 737    | 1,25  |
| Матиас Фюнес                                          | Партия демократического объединения | 24 243    | 1,23  |
| Недействительные/пустые бюллетени                     | Недействительные/пустые бюллетени   | 120 673   | 5,76  |
| Всего                                                 | Всего                               | 1 975 973 | 100   |
| Зарегистрированных избирателей/Явка                   | Зарегистрированных избирателей/Явка | 2 096 646 | 72,7  |
| Источник: Elections in the Americas : a data handbook |                                     |           |       |

## Парламентские выборы
| Партия                                                | Голоса    | %     | Места |
| ----------------------------------------------------- | --------- | ----- | ----- |
| Либеральная партия                                    | 1 040 403 | 52,65 | 67    |
| Национальная партия                                   | 844 985   | 42,76 | 55    |
| Партия обновления и единства                          | 41 605    | 2,11  | 3     |
| Христианско-демократическая партия                    | 24 737    | 1,25  | 2     |
| Партия демократического объединения                   | 24 243    | 1,23  | 1     |
| Недействительные/пустые бюллетени                     | 120 673   | 5,76  |       |
| Всего                                                 | 1 975 973 | 100   | 128   |
| Зарегистрированных избирателей/Явка                   | 2 096 646 | 72,7  |       |
| Источник: Elections in the Americas : a data handbook |           |       |       |